# Cajamarcatapakul
Cajamarcatapakul (Scytalopus unicolor) är en fågel i familjen tapakuler inom ordningen tättingar.

## Utbredning och systematik
Fågeln förekommer i Anderna i norra Peru (södra Cajamarca och La Libertad) och näraliggande Ecuador. Den behandlas som monotypisk, det vill säga att den inte delas in i några underarter.

## Status
IUCN kategoriserar arten som nära hotad.